# Красноярський тролейбус
Красноярський тролейбус (рос. Красноярский троллейбус) — діюча тролейбусна система з 5 листопада 1959 року в адміністративному центрі Красноярського краю місті Красноярську Росії. Наприкінці 2000-х років перебувала фактично у згорнутому становищі — з 22 маршрутів, що існували свого часу, нині діють лише 6 маршрутів.
Експлуатацію тролейбусної мережі здійснює Красноярське муніципальне унітарне трамвайно-тролейбусне підприємство (КМУТТП), яке розташоване за адресою: вулиця Вавілова, 2. 

## Історія та перспективи
16 червня 1956 року рощпочалося будівництво тролейбусної системи в Красноярську. 5 листопада 1959 року відкритий тролейбусний рух у місті — одночасно з відкриттям першого тролейбусного депо та двох маршрутів: № 1 «Залізничний вокзал — Вул. Просвітництва (рос. Просвещения)» (Старобазарна площа, нині — площа Миру) завдовжки 4,3 км та № 2 «Залізничний вокзал — Аеропорт» завдовжки 7,1 км.
Спочатку тролейбуси курсували проспектом Сталіна (нині — проспект Миру). На лінії експлуатувалися тролейбуси МТБ-82Д. 
У 1960 році був відкритий маршрут № 3 «Червона площадь — Комсомольське містечко», а 1962 року тролейбуси сполучили Комсомольське і Студентське містечка, трохи згодом машини пішли за маршрутом № 4 до вулиці Калініна (цегельний завод).
У 1969 році красноярський тролейбус сполучив Свободний проспект з новими мікрорайонами «Зеленої Рощі». 
Від початку 1970-х років в Красноярську почали експлуатуватися ЗіУ-5, трохи пізніше — тролейбуси ЗіУ-9 та ЗіУ-10, іхні наступні модифікації. 
У 1980 році в Октябрському районі міста було введено в експлуатацію тролейбусне депо № 2 на 150 машин. Маршрути подовжили до Північно-Західного району. 
У 1991 році відкрито тролейбусний рух до житлового масиву «Північний» (маршрути №№ 10, 12, 14), майже одночасно з цим був змінений маршрут № 12, що сполучив лівий та правий берег по Жовтневому мосту — до цього він курсував по дуже складній траєкторії — кільцевій від спортзалу до аеровокзалу, потім на міст та знову до Спортзалу.
Станом на січень 2010 року в Красноярську контактна мережа складала 147,5 км.
Кількість тролейбусів у Красноярську — 139 (станом на лютий 2008 року), а вже у березні 2010 року їх було лише 78 машин.
Станом на жовтень 2010 року для організації пасажирських перевезень в місті Красноярську щодня виходять на міські маршрути 73 тролейбуса по 7 маршрутами.

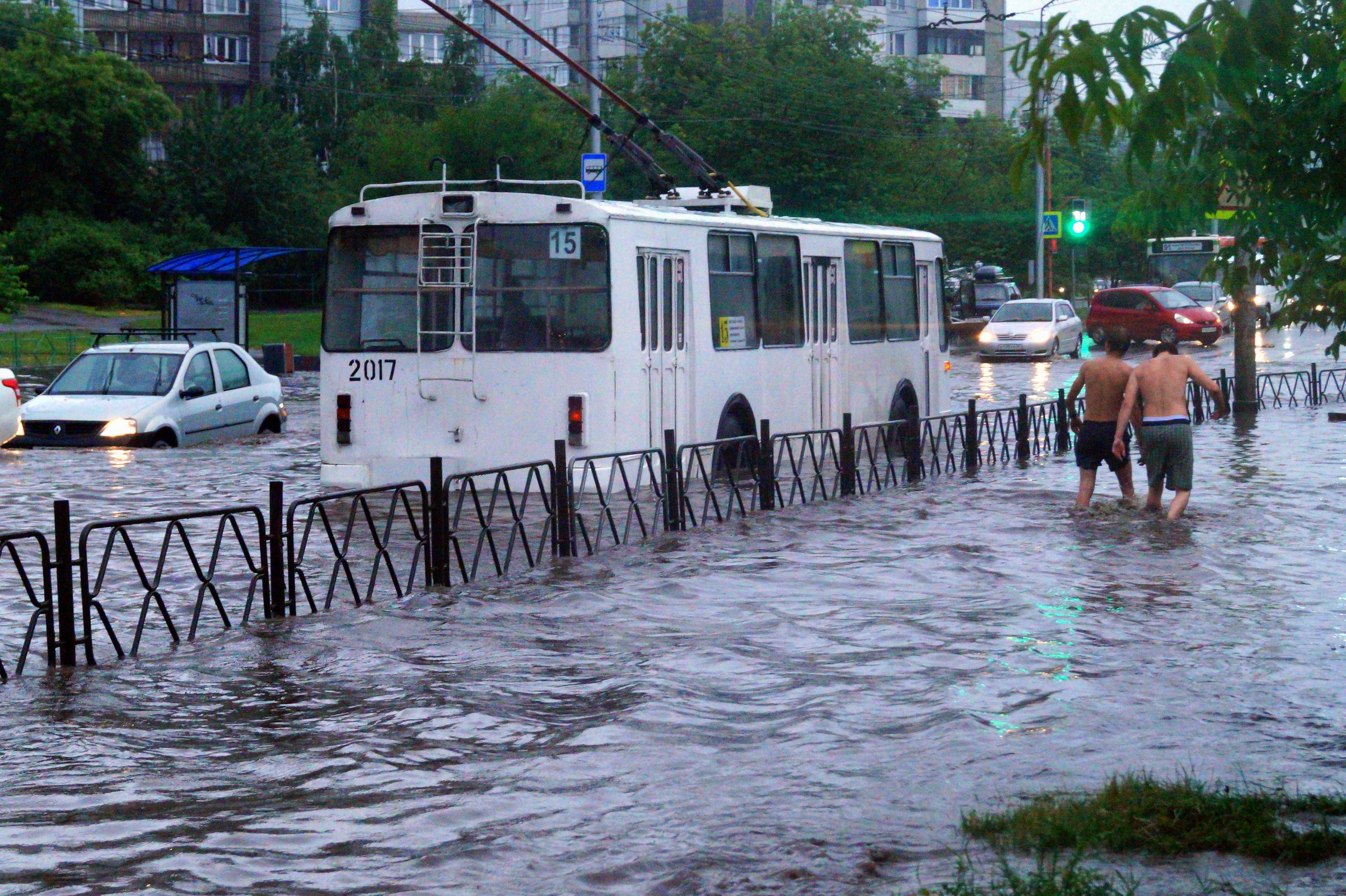
ЗіУ-682Г-016 (018) (№ 2017) на маршруті № 15 (фото від 12 липня 2016)

Попри кризовий стан мережі красноярського тролейбусу в перспективах лишається її розширення, зокрема будівництво таких тролейбусних ліній: 
- ХМЗ — вул. 60-річчя Жовтня — АТ «Красфарма»», з можливим подальшим продовженням вулицею Свердловською до парку флори і фауни «Роїв струмок»;
- Жовтневий мост — вул. Мічуріна — вул. Павлова — вул. 60-річчя Жовтня — вул. Матросова;
- кільцева тролейбусна лінія між головним корпусом Сибірського федерального університету та Студентським містечком;
- житловий масив «Сонячний» — Бадаликський цвинтар — житловий масив «Північний» (вул. 9 Травня) — житловий масив «Покровський» — вул. Шахтарів;
- сполучення з існуючою мережею житлового масиву «Ботанічний».

З 10 лютого 2012 року відкрито тролейбусний маршрут № 15 «Спортзал — Лікарня швидкої медичної допомоги».
Станом на 1 січня 2018 року на балансі підприємства перебуває 104 тролейбуса.
У березні 2021 року розпочалися роботи з будівництва нової тролейбусної лінії через Комунальний міст, яка з'єднає залізничний вокзал та вулицю Матросова через Передмостову площу. Новою лінією буде курсувати тролейбусний маршрут № 6. У перспективі планулося прокласти тролейбусну лінію через Жовтневий міст.
Наприкінці липня 2023 року розпочата підготовка до повернення експлуатації тролейбусного депо № 2, на провулку Телевізорному відновлена робота з монтажу контактної мережі.

## Маршрути
Станом на 2018 рік в Красноярську діють 6 тролейбусних маршрути.
| Діючі маршрути | Діючі маршрути          | Діючі маршрути                    | Діючі маршрути |
| №              | Кінцевий пункт, А       | Кінцевий пункт, Б                 | Інтервал руху  |
| -------------- | ----------------------- | --------------------------------- | -------------- |
| 4              | Північно-Західний район | Залізничний вокзал                | 11—28 хв.      |
| 5              | Студентське містечко    | Залізничний вокзал                | 12—28 хв.      |
| 7              | Спортзал                | Залізничний вокзал                | 14—25 хв.      |
| 8              | Залізничний вокзал      | Житловий массив «Північний»       | 16—30 хв.      |
| 13             | Північно-Західний район | Залізничний вокзал                | 11—28 хв.      |
| 15             | Спортзал                | Лікарня швидкої медичної допомоги | 12—22 хв.      |

Раніше діяли наступні маршрути:
| Закриті або короткотермінові маршрути | Закриті або короткотермінові маршрути | Закриті або короткотермінові маршрути                      | Закриті або короткотермінові маршрути                             |
| №                                     | Кінцевий пункт, А                     | Кінцевий пункт, Б                                          | Примітки                                                          |
| ------------------------------------- | ------------------------------------- | ---------------------------------------------------------- | ----------------------------------------------------------------- |
| 1                                     | Студентське містечко                  | 10-й мікрорайон                                            |                                                                   |
| 2                                     | Залізничний вокзал                    | Автовокзал «Північний»                                     |                                                                   |
| 3                                     | Залізничний вокзал                    | Лікарня швидкої медичної допомоги                          |                                                                   |
| 5А                                    | Студентське містечко                  | ХМЗ                                                        |                                                                   |
| 6                                     | Житловий масив «Ветлужанка»           | Залізничний вокзал                                         | Закритий з 1 січня 2010 року, у зв'язку з нерентабельністю        |
| 6А                                    | Житловий масив «Ветлужанка»           | Червона площа                                              | Закритий з 1 січня 2010 року, у зв'язку з нерентабельністю        |
| 9                                     | Спортзал                              | КрАЗ                                                       |                                                                   |
| 9А                                    | Спортзал                              | Селище Індустріальне                                       |                                                                   |
| 10                                    | Житловий масив «Північний»            | КрАЗ                                                       |                                                                   |
| 11                                    | Міжміський автовокзал                 | КрАЗ (ВАТ «Русал»)                                         | Через 10-й мікрорайон, закритий з 1 січня 2011 року               |
| 11А                                   | Міжміський автовокзал                 | Спортзал                                                   | Через 10-й мікрорайон, закритий з 1 січня 2011 року               |
| 12                                    | Житловий масив «Північний»            | Вулиця Волгоградська                                       |                                                                   |
| 14                                    | Залізничний вокзал                    | Житловий масив «Північний»                                 |                                                                   |
| 15                                    | Залізничний вокзал                    | Державний університет (Сибирський федеральний університет) |                                                                   |
| 16                                    | Залізничний вокзал                    | ХМЗ                                                        |                                                                   |
| 17                                    | Автовокзал «Північний»                | ХМЗ                                                        |                                                                   |
| 18                                    | Залізничний вокзал                    | ХМЗ                                                        | Тимчасовий, діяв коли маршрут № 16 курсував до Передмостної площі |
| 19                                    | Житловий масив «Ветлужанка»           | Автовокзал «Північний»                                     |                                                                   |
| 21                                    | Залізничний вокзал                    | 10-й мікрорайон                                            |                                                                   |
| 22                                    | Житловий масив «Ветлужанка»           | Студентське містечко                                       |                                                                   |

## Вартість проїзду
Відповідно до Постанови адміністрації міста Красноярська № 87 від 12 лютого 2016 року «Про затвердження тарифу на регулярні перевезення пасажирів і багажу муніципальним пасажирським електричним транспортом по міських маршрутах регулярних перевезень в місті Красноярську» затверджений тариф на регулярні перевезення пасажирів і багажу муніципальним пасажирським електричним транспортом по міськими маршрутами регулярних перевезень в місті Красноярську в розмірі 19 рублів. Даний тариф діє з 16 лютого 2016 року.

## Рухомий склад
З початку відкриття тролейбусної системи парк красноярських тролейбусів складали машини моделі МТБ-82Д, згодом — ЗіУ-5.
| Перелік рухомого складу станом на січень 2018 року | Перелік рухомого складу станом на січень 2018 року | Перелік рухомого складу станом на січень 2018 року         |
| Модель                                             | Кількість, шт.                                     | Бортові номери                                             |
| -------------------------------------------------- | -------------------------------------------------- | ---------------------------------------------------------- |
| ЗіУ-682 (КР Красноярськ)                           | 35                                                 |                                                            |
| ЗіУ-682Г-016 (018)                                 | 22                                                 | 1061—1074, 2010—2017                                       |
| БКМ 321                                            | 22                                                 | 1075—1094                                                  |
| ЗіУ-682 (КР Іваново)                               | 10                                                 | 1007, 1053, 1126, 1137, 2096, 2105, 2125, 2130, 2131, 2133 |
| ЗіУ-682Г-012 [Г0А]                                 | 5                                                  | 1054—1056, 1060, 1120                                      |
| ЗіУ-682Г [Г00]                                     | 2                                                  | 1042, 1043                                                 |
| ЗіУ-682Г-018 [Г0Р]                                 | 1                                                  | 1059                                                       |
| СТ-682Г                                            | 1                                                  | 1128                                                       |
| АКСМ-101А                                          | 4                                                  | 1046—1048, 1058                                            |
| ЗіУ-682 (КР ВМЗ)                                   | 1                                                  | 1125                                                       |
| ЗіУ-682 (КВР МТрЗ)                                 | 1                                                  | 1052                                                       |
| БТЗ-5276-04                                        | 1                                                  | 2111                                                       |
| Тролза 5275.05/06/07 «Оптіма»                      | 1                                                  | 1001                                                       |

## Тролейбусні депо

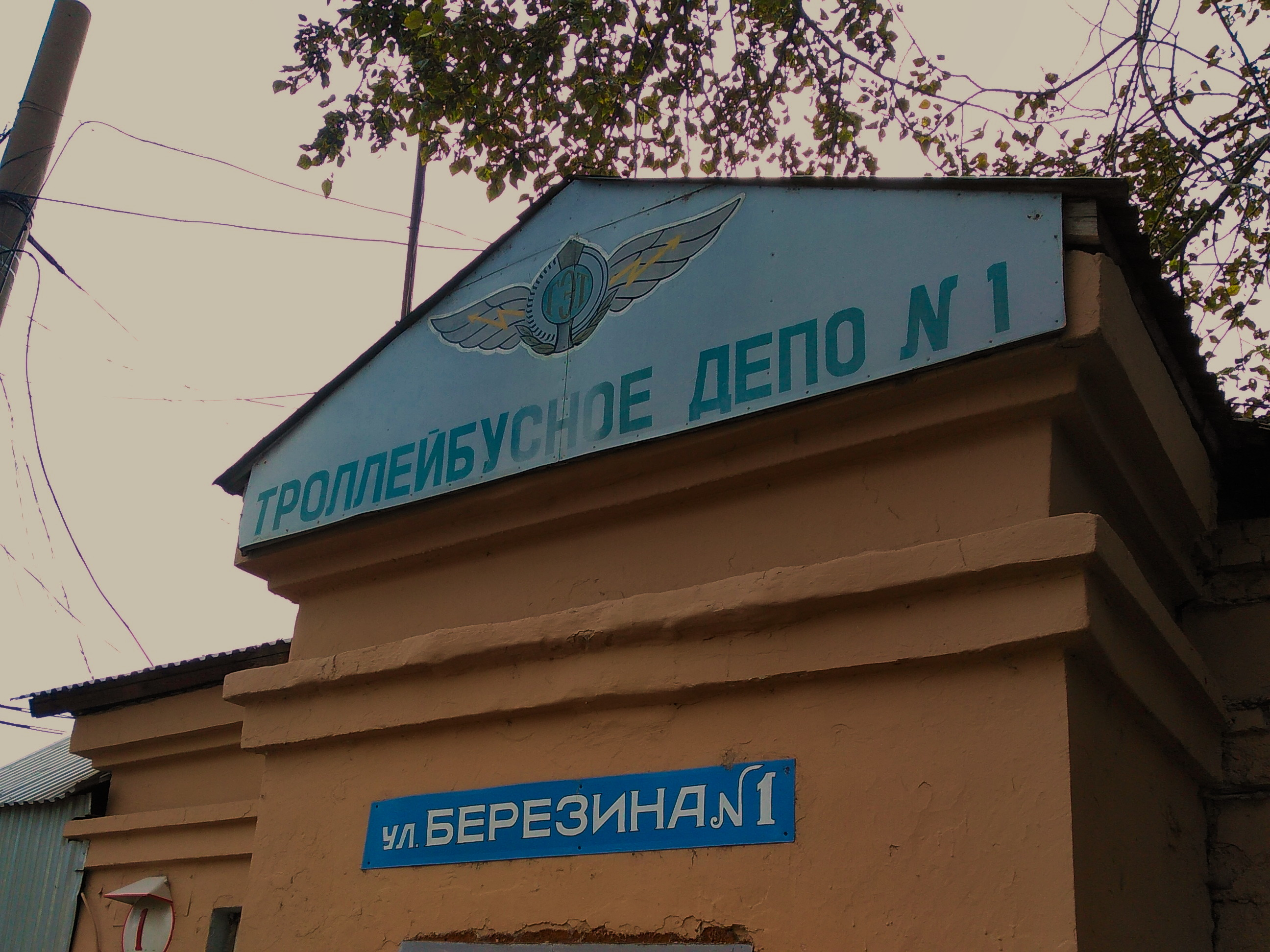
Тролейбусне депо № 1

Під орудою Красноярського МУТТП перебувають 2 депо:
- Депо № 1 (вулиця Генерала Березіна, 1) — обслуговує маршрути № 7, 8, 15 (раніше — маршрути № 2, 3, 9, 10, 11, 12, 14, 17, 21).
- Депо № 2 (провулок Телевізорний, 3) — обслуговує маршрути № 4, 5, 13 (раніше — маршрути № 1, 3, 6, 8, 11А, 15, 16, 18, 19, 22).

## Галерея

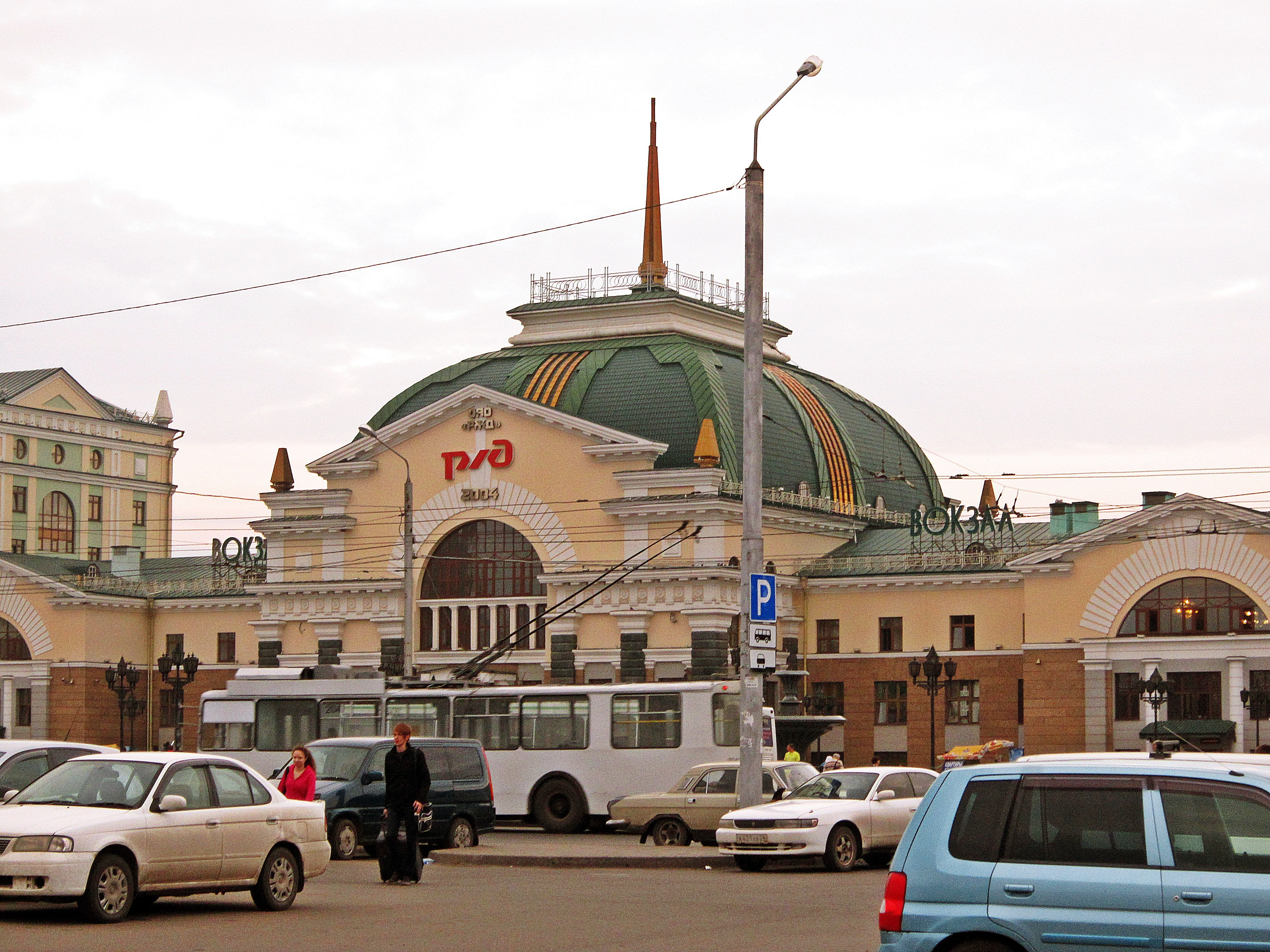
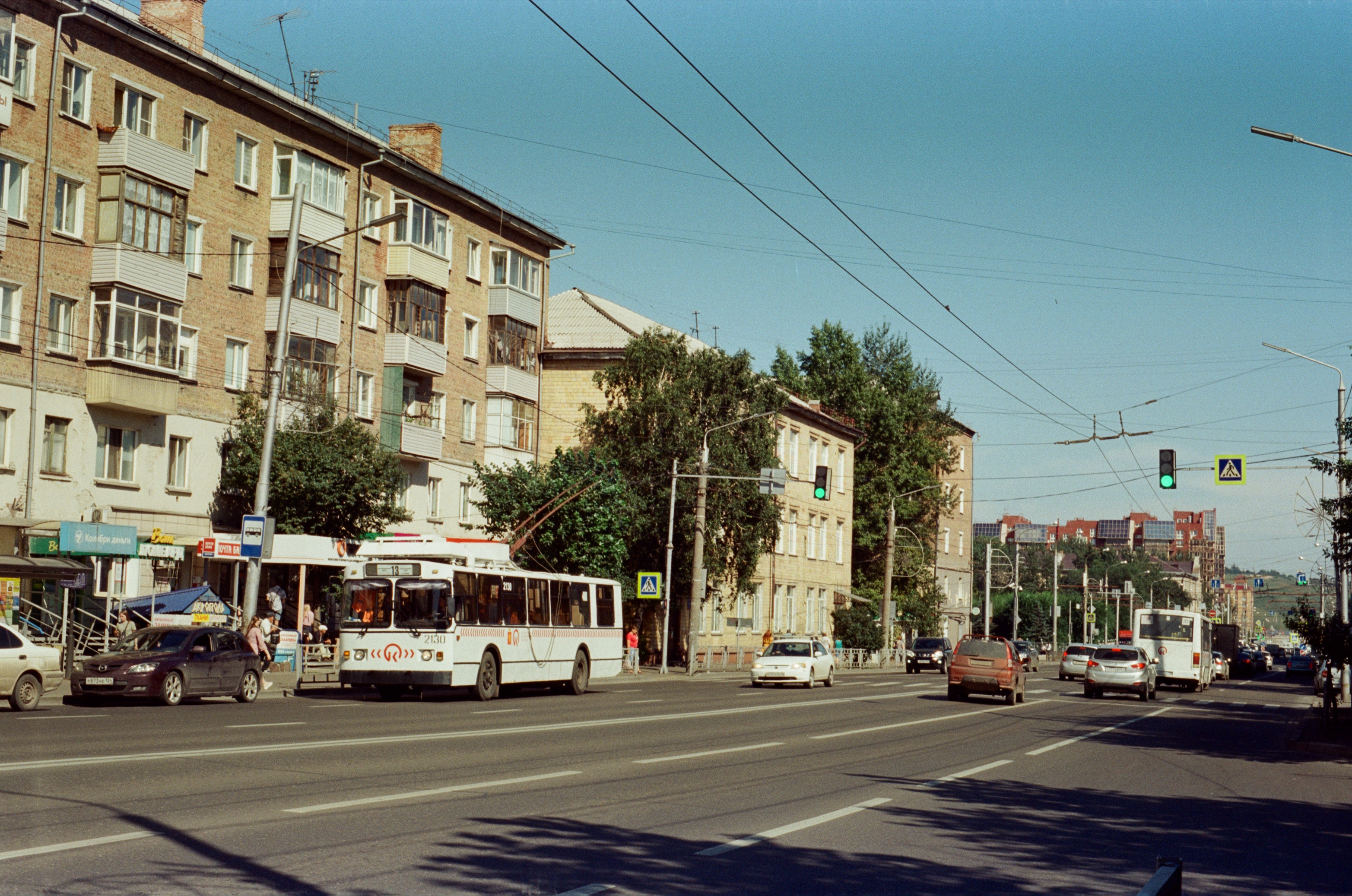
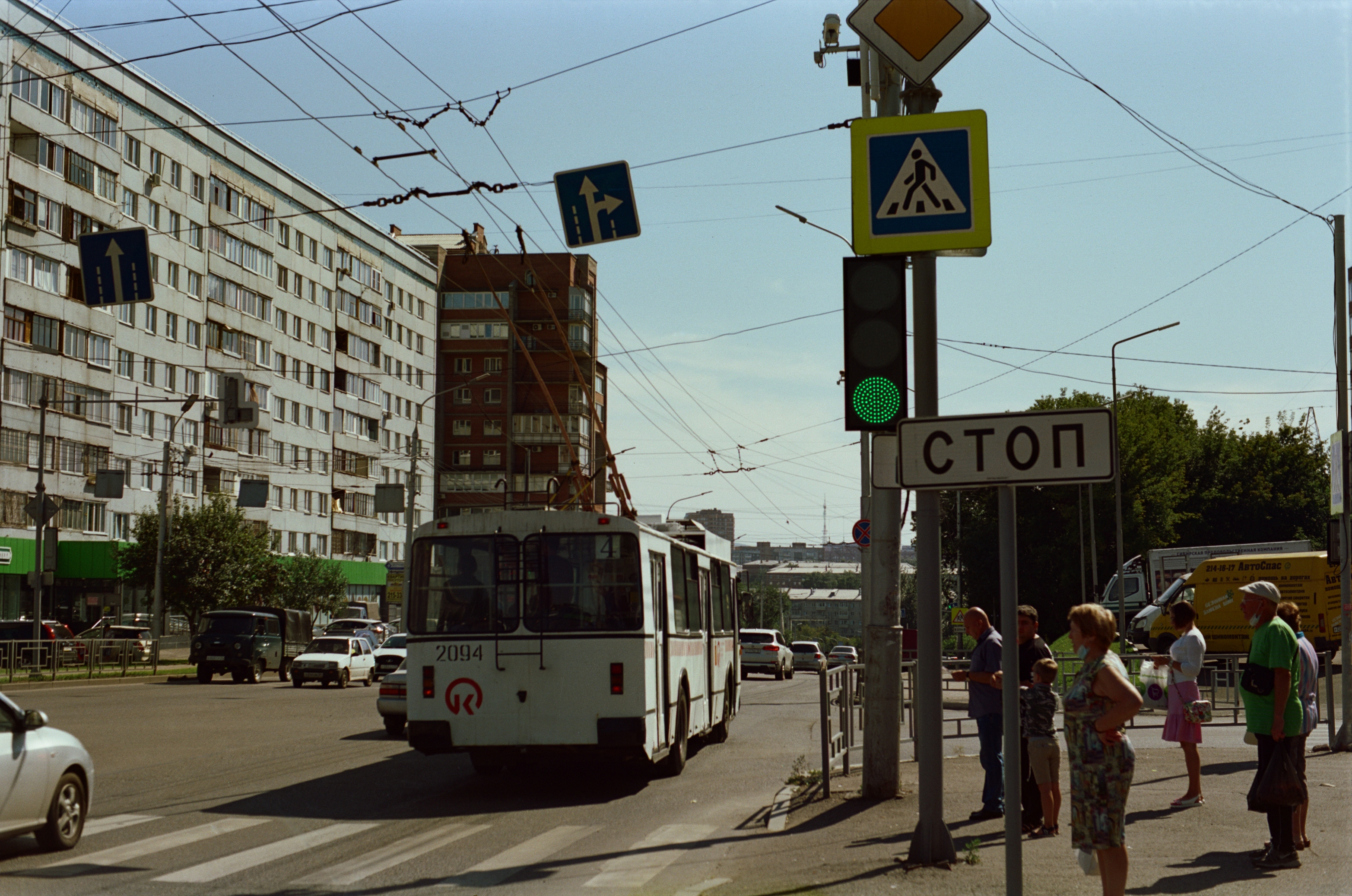
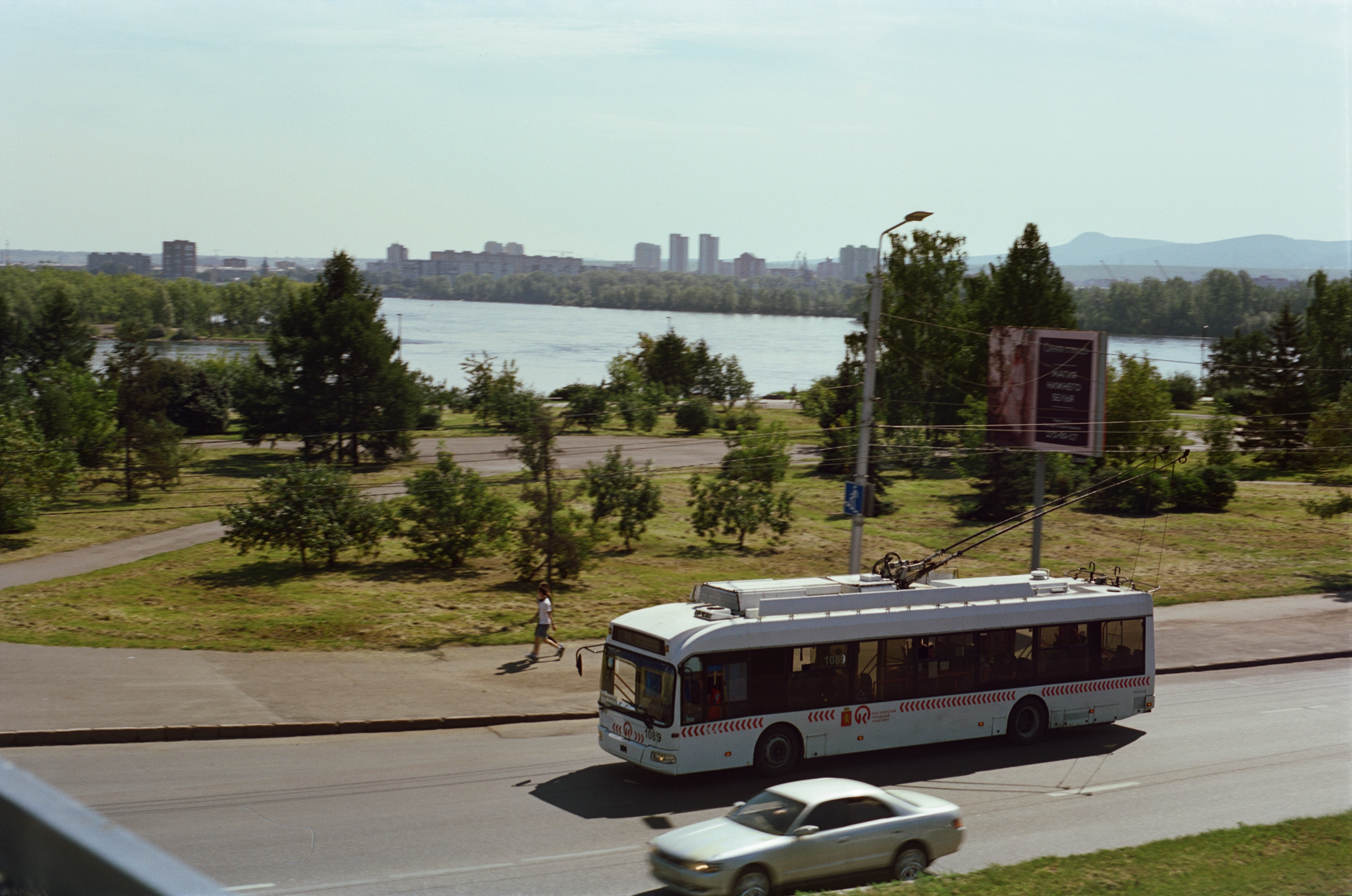
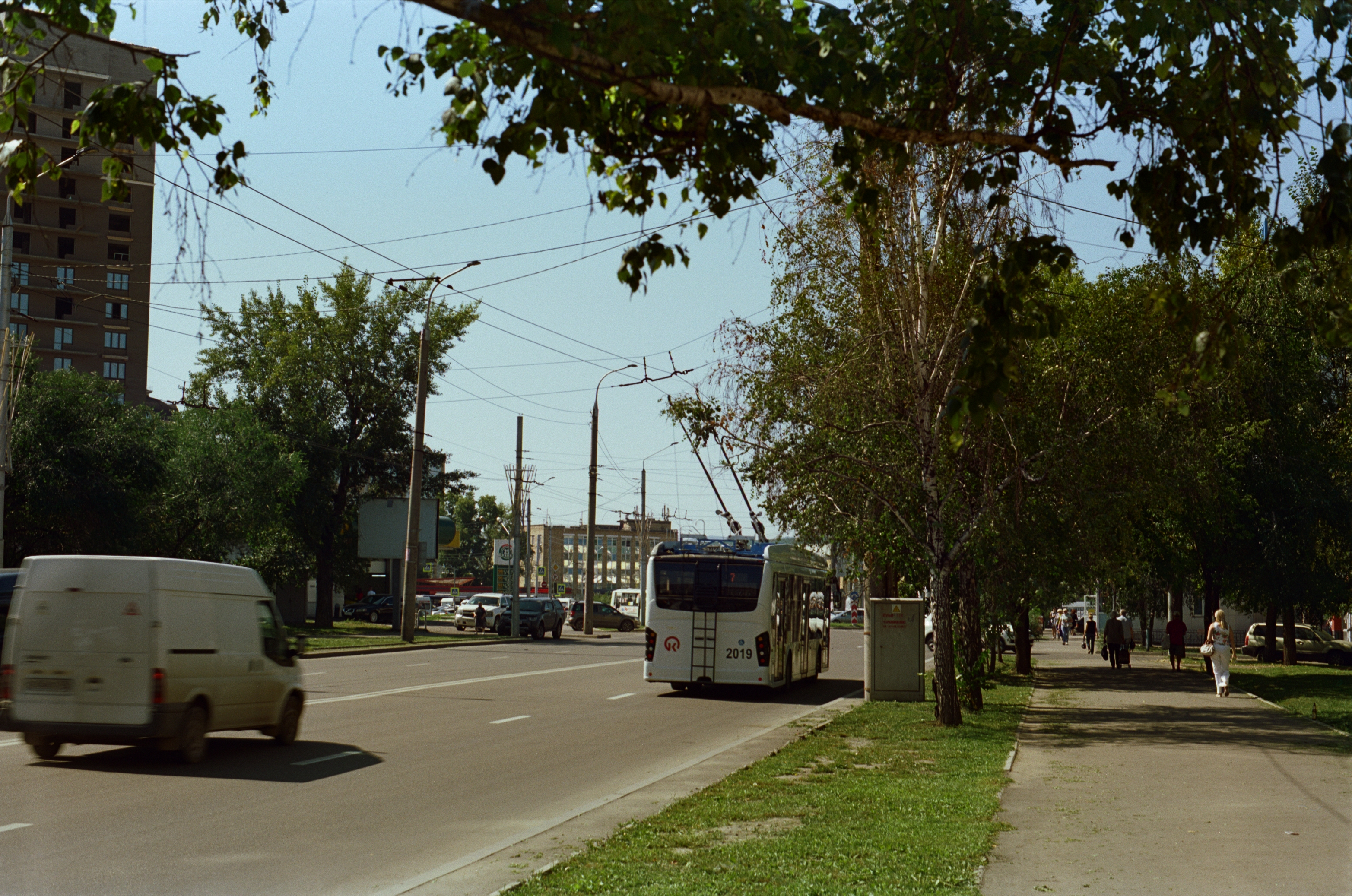
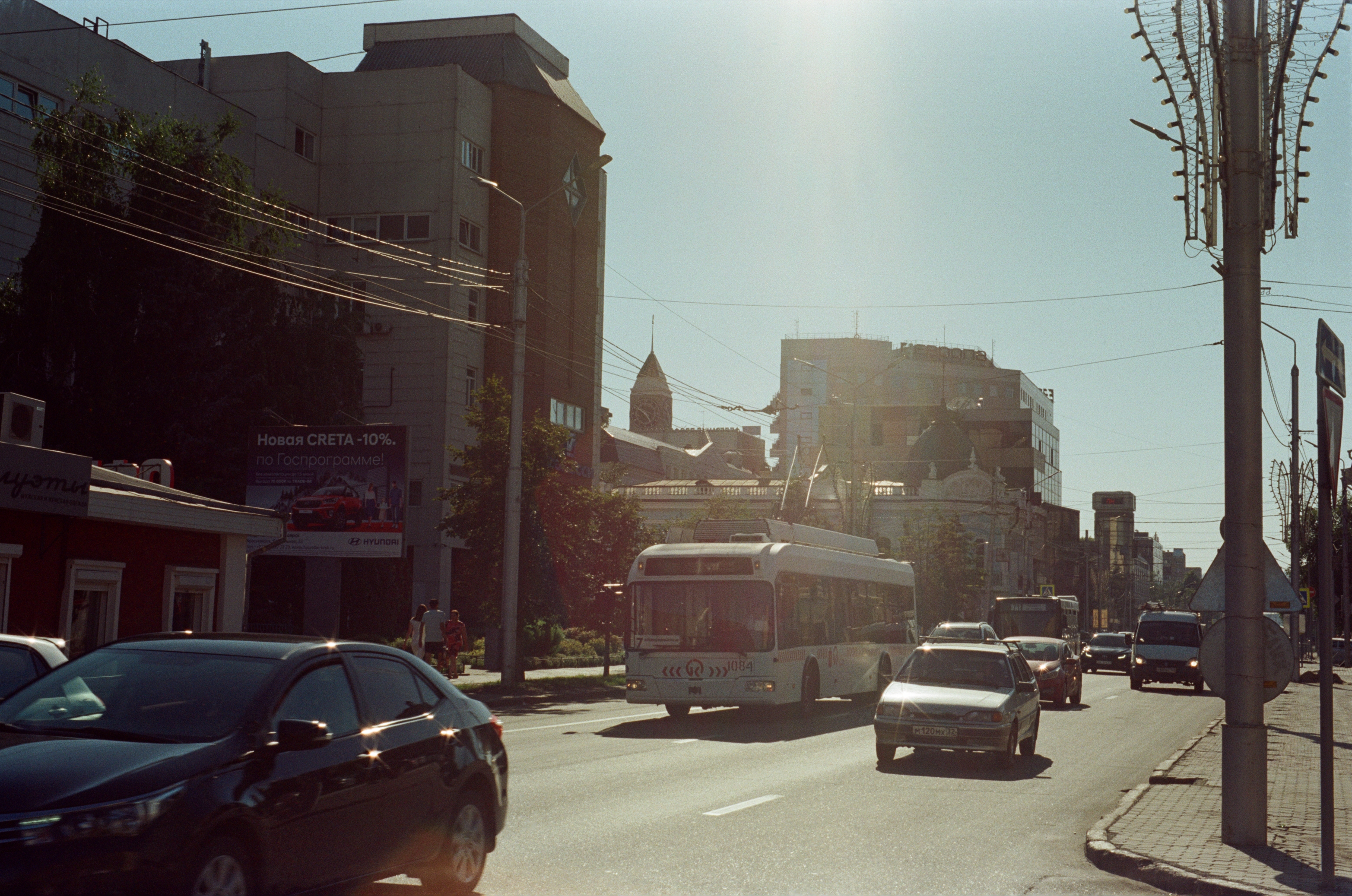